# Sarina Nowak
Sarina Nowak (* 3. Dezember 1993 in Bohlsen) ist ein  deutsches Curvy-Model und eine Body-positivity-Aktivistin.

## Karriere
Nowak besuchte die Realschule in der Nähe ihres Heimatortes. Sie startete ihre Karriere 2009 als Kandidatin der vierten Staffel der Sendung Germany’s Next Topmodel. Sie wurde Publikumsliebling und bekam als Sechstplatzierte einen Vertrag bei ONEeins Management, der Agentur von Heidi Klums Vater. Sie kündigte den Vertrag mit ONEeins später und wanderte in die USA aus. Dort wurde ihr Vertrag gekündigt, weil sie in den Augen der Agentur „zu dick“ war. Sie beschloss daraufhin, auf das Hungern, um ihre Figur zu halten, zu verzichten, und wurde Curvy-Model. Sie hat unter anderem für Good American gemodelt. Gelistet ist sie bei Wilhelmina Models. Nowak lebt in Los Angeles.

## TV-Auftritte (Auswahl)
- 2009: Germany’s Next Topmodel/Staffel 4, ProSieben
- 2010: Die Model-WG[2], ProSieben
- 2019: Dancing on Ice, SAT.1
- 2022: Germany’s Next Topmodel/Staffel 17, ProSieben

## Werke
2018 erschien Nowaks erstes Buch Curvy – Mein Weg zu mehr Glück und Selbstbewusstsein im Verlag Gräfe und Unzer (ISBN 978-3833864117) und erreichte Platz 40 der Spiegel-Bestsellerliste.